# Seznam chráněných území v okrese Šaľa
Toto je seznam chráněných území v okrese Šaľa aktuální k roku 2015, ve kterém jsou uvedena chráněná území v oblasti okresu Šaľa.
| Kód  | Obrázek | Typ | Název                  | Rozloha (ha) | Galerie Commons | Popis území | Souřadnice |
| ---- | ------- | --- | ---------------------- | ------------ | --------------- | ----------- | ---------- |
| 5    |         | PP  | Bábske jazierko        | 3,5201       |                 |             |            |
| 18   |         | PP  | Bystré jazierko        | 2,0000       |                 |             |            |
| 29   |         | PP  | Čierne jazierko        | 3,4027       |                 |             |            |
| 57   |         | PP  | Jahodnianske jazierka  | 5,3271       |                 |             |            |
| 1214 |         | CHA | Juhásove slance        | 41,8435      |                 |             |            |
| 972  |         | CHA | Močenský park          | 5,8700       |                 |             |            |
| 176  |         | PP  | Trnovské rameno        | 6,5786       |                 |             |            |
| 188  |         | PP  | Vlčianske mŕtve rameno | 8,2394       |                 |             |            |